# Vulvulinoides
Vulvulinoides es un género de foraminífero bentónico de la familia Spiroplectamminidae, de la superfamilia Spiroplectamminoidea, del suborden Spiroplectamminina y del orden Lituolida. Su especie tipo es Vulvulinoides benignus. Su rango cronoestratigráfico abarca el Holoceno.

## Discusión
Clasificaciones previas incluían Vulvulinoides en el suborden Textulariina del Orden Textulariida, o en el orden Lituolida sin diferenciar el suborden Spiroplectamminina.

## Clasificación
Vulvulinoides incluye a las siguientes especies:
- Vulvulinoides benignus
- Vulvulinoides villosus